# Дві московки
«Дві московки» — перша повість українського класика Івана Нечуя-Левицького, уперше надрукована у львівському журналі «Правда» 1868 року (в номерах 8—13) під псевдонімом Іван Нечуй. Написана у місті Полтава.

## Сюжет
Повість «Дві московки» переносить читача в старе покріпачене село Момоти, задавлене злиднями, безземеллям і солдатчиною.
Після солдатчини в село до матері Варки Хомихи повертається Василь Хоменко, який згодом одружується з Ганною. Її найкраща подруга Марина заздрить, бо теж кохає Василя. Василь змушений покинути Ганну. Сина теж відправлено на службу. Син, омосковчившись, відцурався від Ганни.
Ганна захворіла і вмерла, її в останню путь проводила Марина. Відтоді в її хаті вечорниці затихли. Та щоб не повторити долю Ганни, вона вирішує піти на заробітки в Київ. На Подолі в шинку москалі заливають Марину горілкою, а вона, як вітер, танцює в дранті. Шинкар її, п'яну і сонну, виволік за ноги й кинув надворі. У Момоти прийшла звістка, що Марина померла.  

## Персонажі
- Ганна, Марина — сільські дівчата.
- Василь Хоменко — москаль, чоловік Ганни.
- Варка Хомиха — стара матір Василя.
- Івась — син Василя і Ганни.
- Микита — москаль, чоловік Марини.

## Історія
Повість «Дві московки» створена Іваном Нечуєм-Левицьким у 1865 році, про що свідчить його лист до українського письменника Олександра Кониського від 1 травня 1876 р.: 
Скінчив я курс академії, і нас розписали на місця в семінарії… Я поїхав в Полтаву і зайняв уряд на 250 карбованців на рік. Там я написав «Дві московки»…— 
Уперше твір видали у журналі «Правда» 1868 року (в номерах 8—13) під псевдонімом Іван Нечуй (м. Львів). Тричі (1877, 1880 і 1881 рр.) Нечуй-Левицький звертався до Головного управління в справах друку з проханням дозволити видати повість у Києві. Та лише в 1881 р. він дістав дозвіл з умовою, щоб повість друкувалася загальноприйнятим російським правописом. 1882 року повість вийшла окремим виданням.

## Критика
Повість «Дві московки» високо оцінили в літературних колах. Відзначалось, що молодий письменник ввів в українську літературу нові оригінальні типи, нову манеру відтворення дійсності. Зокрема Панас Мирний у листі до Івана Нечуя-Левицького у грудні 1904 року писав: 
«…У часи молодого смутку та часом гіркої туги довелося мені дві невеличких книжечки добути. То були твої „Рибалка Панас Круть“ та „Дві московки“. Наче хто бризнув цілющою водою на моє серце і занімив болячі виразки, що в йому нили! Наче ясне сонце, роздерши чорні хмари, виприснуло на волю і залило увесь світ   своїм яскравим сяєвом, освічуючи непримітну серед людського життя стежечку і вказуючи мені на неї як на той шлях, яким треба простувати, щоб знайти задля себе і втіху, і корисну роботу».
Іван Нечуй-Левицький докладно розробляє соціальний типаж селянської жінки-«московки», її нещасливої долі. Він вдається до підкресленого контрасту, змальовуючи протилежні жіночі характери (покірна, задумлива Ганна — палка, пристрасна Марина). Та обидві жінки, незалежно від індивідуального темпераменту й поведінки, вступають у неминучий конфлікт з одним і тим же соціальним злом — селянським безземеллям, миколаївською солдатчиною. Контраст лише підкреслює неминучість трагедії. Ні висока моральність і внутрішня стійкість Ганни, ні буйний протест Марини не врятовують їх від загибелі. Лише в передсмертному маренні бачить Марина щасливе життя серед вишневих садків та зелених ланів, безмежне золоте море пшениці…
Зовсім нові життєві пласти порушує письменник, вводячи в свою повість ескізні замальовки побуту міських бурлак-заробітчан, навчання селянських дітей у школі кантоністів або виводячи тип людини, морально зіпсованої царською вояччиною (Іван Хоменко). Все це свідчить про спостережливість і багату обдарованість письменника.